# 蘭士登站
蘭士登站是一座多倫多地鐵布魯亞－丹佛線車站，坐落加拿大安大略省多倫多蘭士登路（Lansdowne Avenue）和布魯亞西街（Bloor Street West）的交界處以北，於1966年2月26日聯同該地鐵線的首期路段一起開幕。多倫多公車局旗下的47號蘭士登巴士線（Lansdowne）駛經此站。

## 外部連結
- 维基共享资源上的相關多媒體資源：蘭士登站
- （英文）TTC Lansdowne Station（页面存档备份，存于）－多倫多公車局網站 蘭士登站頁面